# Top - Tutto quanto fa tendenza
Top - Tutto quanto fa tendenza è un rotocalco televisivo andato in onda nella seconda serata di Rai 1 dal 2016 al 2019 e nel 2022, anno in cui è traslocato nel sabato di Rai 2, cambiando diversi orari di messa in onda. La sigla del programma è la cover di Be My baby dei The Ronettes reinterpretata da La Rappresentante di Lista al Festival di Sanremo 2022. Tale versione viene poi annunciata negli studi di Rai Radio 2 nel segmento Top Decanter dal conduttore Tinto.

## Edizioni
| Stagione | Prima puntata    | Ultima puntata  | Puntate | Conduttori  | Rete televisiva |
| -------- | ---------------- | --------------- | ------- | ----------- | --------------- |
| 1ª       | 20 febbraio 2016 | 23 aprile 2016  | 10      | vari        | Rai 1           |
| 2ª       | 25 febbraio 2017 | 6 maggio 2017   | 11      | vari        | Rai 1           |
| 3ª       | 10 marzo 2018    | 2 giugno 2018   | 12      | vari        | Rai 1           |
| 4ª       | 30 marzo 2019    | 1º giugno 2019  | 10      | vari        | Rai 1           |
| 5ª       | 8 gennaio 2022   | 30 gennaio 2022 | 4       | vari        | Rai 1           |
| 6ª       | 15 ottobre 2022  | 29 aprile 2023  | 23      | Greta Mauro | Rai 2           |
| 7ª       | 14 ottobre 2023  | 27 aprile 2024  | 26      | Greta Mauro | Rai 2           |
| 8ª       | 19 ottobre 2024  | 3 maggio 2025   | 21      | Enzo Miccio | Rai 2           |

## Puntate speciali

### Giornate del cinema lucano 2018
Il 7 agosto 2018 va in onda in terza serata una puntata speciale dedicata alle giornata del cinema lucano di Maratea. In Basilicata:  Angelo Mellone, Manuela Zero, Mirko Gancitano, Valeria Oppenheimer.

### Giornate del cinema lucano 2019
Il 10 agosto 2019 va in onda dalle 16:45 alle 17:15 una puntata speciale dedicata alle giornata del cinema lucano di Maratea.

### Lucania, terra di cinema
Il 24 e il 31 agosto 2019 vanno in onda in terza serata due puntate speciali dedicate al mondo del cinema legato alla Basilicata.

## Spin-off
Nelle estati 2016 e 2017 sono andate in onda il sabato in seconda serata su Rai 1 puntate comprendenti contenuti inediti e il meglio delle puntate invernali, dal titolo Top - Tutto quanto fa tendenza Estate. Nel 2018 queste puntate sono state trasmesse col titolo Il meglio di Top, mentre nel 2019 sono andate in onda il sabato pomeriggio alle 16:45 con il titolo originale Top - Tutto quanto fa tendenza. Nel 2023 (la domenica alle 12:00) e nel 2024 (il sabato alle 14:00) tornano in onda su Rai 2 repliche col titolo Top - Tutto quanto fa tendenza Estate. 